# Emil Walter (Politiker)
Emil Walter (* 29. Januar 1872 in Winterthur; † 19. Januar 1939 in Zürich; reformiert, ab 1879 von Winterthur) war ein Schweizer Politiker (SP).

## Biografie
Walter war Sohn des Gymnasiallehrers und Achtundvierzigers aus München Albert Walter. Nachdem er seine Jugend in einem Waisenhaus in Winterthur verbracht hatte, absolvierte er von 1887 bis 1891 das Lehrerseminar Küsnacht. Nach Vikariaten bildete er sich von 1893 bis 1896 in Zürich zum Sekundarlehrer aus. Von 1895 bis 1903 arbeitete er als Sekundarlehrer in Winterthur. 1903 war er Mitgründer und bis 1909 Redaktor der Winterthurer Arbeiterzeitung.
Von 1898 bis 1903 war Walter Grosser Stadtrat in Winterthur. Von 1902 bis 1920 war er Zürcher Kantonsrat. Von 1903 bis 1910 war er nebenamtlicher Stadtrat (Vorsteher des Polizeiwesens).
Von 1908 bis 1911 war Walter, als Nachfolger von Paul Brandt, Redaktor des Grütlianer. Von 1911 bis 1920 war er Sekundarlehrer in Zürich. Von 1912 bis 1915 war er Mitglied der Geschäftsleitung der SP Schweiz als Vizepräsident des Schweizerischen Grütlivereins; von 1916 bis 1917 war er Zentralpräsident des Vereins. Von 1920 bis 1929 Zürcher Regierungsrat (als Vorsteher des Finanz- und ab 1923 der Baudirektion). Er war Verwaltungsrat der Elektrizitätswerke des Kantons Zürich und der Nordostschweizerischen Kraftwerke (NOK).
Walter „spielte in der Winterthurer Arbeiterbewegung eine wichtige Rolle, bis er 1910 als Reaktion auf seine Haltung im Maurerstreik von 1909 bis 1910 als Stadtrat abgewählt wurde. Er zählte zu den führenden Grütlianern und wurde jeweils mit bürgerlicher Unterstützung zum Regierungsrat gewählt. Walter engagierte sich in versch. Schriften für die Einführung des Verhältniswahlrechts.“
Walter war mit Marie Hüni verheiratet und Vater des Wissenschaftsphilosophen Emil Jakob Walter.
Er pflegte eine private Freundschaft mit dem Juristen und Politiker Hans Enderli.